# Letramento financeiro
O letramento financeiro é o grau de domínio das competências financeiras, isto é, segundo a OCDE, o conhecimento e o entendimento de conceitos de finanças e riscos e a capacidade, motivação e segurança para aplicar esse conhecimento para tomar decisões em diferentes contextos financeiros, para melhorar a qualidade de vida dos indivíduos e da sociedade e para permitir a participação na vida econômica. Cabe desfazer uma pequena confusão: Educação Financeira (EF) é o processo de transmissão de conhecimentos financeiros, e o Letramento Financeiro é o principal resultado da EF, e indica o grau de instrução financeira de cada indivíduo.

## A definição

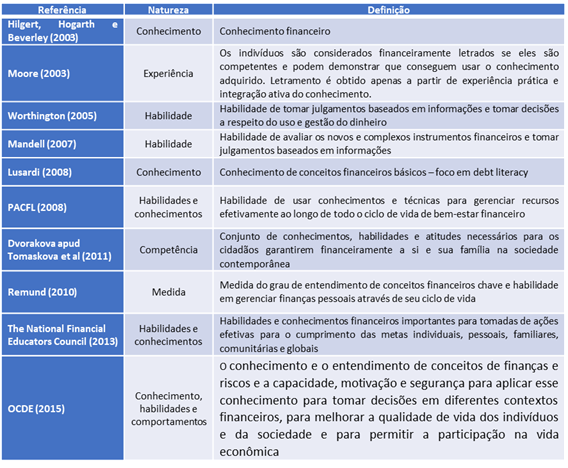
Diferentes definições de letramento financeiro

O conceito de letramento financeiro varia muito de acordo com os pesquisadores, grupos e áreas em que são aplicados. Cabe destacar que não muda apenas a definição, mas também a natureza do conceito, já que por vezes ela pode ser definida como (i) uma forma de conhecimento; (ii) uma forma e/ou um conjunto de habilidade; (iii) comportamento e/ou atitudes; (iv) medidas; e/ou (v) experiências.
Reconhecendo a importância das diversas definições ao longo do tempo, a OCDE (2015) que será a definição utilizada ao longo desta pesquisa, já que define letramento financeiro em função da relação entre conhecimento, habilidades e comportamentos. Além disso, é importante destacar o conceito definido por Moore, e bem aceito na literatura, que coloca a experiência financeira com os instrumentos financeiros como fundamental para o bom nível do letramento financeiro e complementa a definição proposta pela OCDE.

## Contexto
O grande interesse em letramento financeiro provavelmente surgiu após a crise financeira do sub-prime em 2008, no qual um dos gatilhos foi o endividamento de parte da população que possuía baixo nível de educação formal, baixo letramento financeiro e não possuía garantias suficientes para honrar seus compromissos. A data coincide também com a criação do INFE (International Network on Financial Education), pela OCDE, mostrando que este ano foi um período de preocupação global pela Educação Financeira. E passou a ter cada vez mais importância, principalmente política política e econômica, principalmente após reivindicação dos líderes dos países do G-20, em 2013, para que a OCDE criasse iniciativas para estimular o assunto ao redor de todo o mundo. E isso só foi a gota d’água, pois a complexidade da estrutura social e dos mercados financeiros já estavam crescendo há tempos, principalmente desde a década de 90, o que impactou a forma como o cidadão comum passou a lidar com o mundo — estes cidadãos passaram a ter a necessidade de administrar seus recursos em um ambiente global, com ampla oferta de produtos financeiros cada vez mais sofisticados.
Pessoas com maior letramento financeiro conseguem se aposentar com até três vezes mais renda do que as demais pessoas — e isso é uma melhora significativa na qualidade de vida e na segurança financeira de uma pessoa. Em contra-partida, a ausência do letramento financeiro está associado negativamente a indivíduos (alto nível de endividamento) e países (baixo nível de capital, má distribuição de renda e menor produtividade).

## Desempenho do Brasil no PISA 2015
O desempenho brasileiro em Letramento Financeiro, no último exame do PISA, foi o pior dentre 15 países que realizaram a prova.

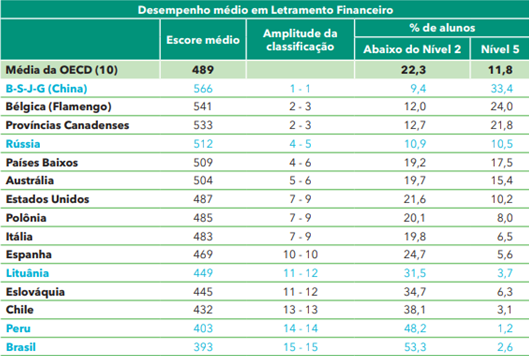
O Brasil é o último colocado no exame de letramento financeiro do PISA 2015

Boa parte dos estudantes brasileiros (53,3%) foram avaliados como sendo abaixo da faixa 2 (mínimo adequado definido pela OCDE), isto é, eles não seriam capazes de fazer, por exemplo (i) aplicar o conhecimento de produtos, termos e conceitos de finanças comumente usados; (ii) tomar decisões (financeiras)em contextos que são relevantes para eles; (iii) reconhecer o valor de uma simples despesa; (iv) interpretar características proeminentes de documentos financeiros do cotidiano; e (v) aplicar operações básicas, incluindo divisão, para responder a questões financeiras [Iede, 2018]. Segundo o INEP, os estudantes socioeconomicamente favorecidos (aqueles entre os 25% de nível socioeconômico mais alto) obtém 78 pontos a mais em Letramento Financeiro do que estudantes socioeconomicamente desfavorecidos, equivalente a mais de um nível de proficiência (faixa 2 ou 3) — bem próximo da média da OCDE.
De acordo com os resultados, no Brasil a Educação Financeira ocorre mais frequentemente fora (52,3%) do que dentro (36,4%) da escola. O mais interessante é que os alunos que tiveram melhor desempenho (CF 3, 4 ou 5) foram os que menos relataram a realização de aulas ou cursos sobre educação financeira.

## Questões demográficas e culturais

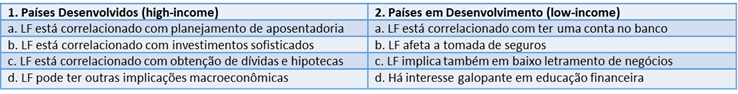
Diferentes impactos do Letramento Financeiro de acordo com fatores socioeconômicos

Baseado nos dados do desempenho brasileiro em letramento financeiro apresentado no levantamento anterior (com dados específicos para o Brasil), foi possível inferir que fatores demográficos são preponderantes para os resultados. Essa conclusão é condizente com a identificada na literatura. A pesquisa de Xu e Zia, encomendada pelo Banco Mundial, apresenta que (i) mulheres tem níveis melhores de letramento financeiro em praticamente todos os lugares; (ii) os mais velhos e os mais novos possuem níveis mais baixos de letramento financeiro (“U” invertido); (iii) letramento financeiro está associado ao nível de educação formal e ao nível de renda; (iv) disparidades étnicas, raciais e geográficas são comuns no nível de letramento financeiro. A mesma conclusão pode ser identificada no estudo feito por Kummar e Anees, onde foi identificado que o nível de letramento financeiro depende do nível de educação e renda dos indivíduos, além de fatores sociais como tamanho da família, idade, região e natureza do emprego. Na mesma linha de pensamento, a revisão de diversos estudos de letramento financeiro em sete países europeus feita por Lusardi e Mitchell indica que o nível de letramento financeiro independe do desenvolvimento do mercado ou da pensão recebida, e que não pode ser baseada apenas no conhecimento financeiro — já que parece haver um limite para que uma pessoa absorva conteúdo por si só. Na visão das autoras, o baixo nível de letramento financeiro está relacionamento principalmente as mulheres e aos mais velhos, e estas são as populações mais vulneráveis.
Essas idiossincrasias de cada lugar, diversidade demográfica, os diferentes padrões e mapas do letramento financeiro são extremamente relevantes para a educação financeira, pois, como visto por Lusardi e Mitchel, o letramento financeiro é mais facilmente adquirido através de interações com outras pessoas no local de trabalho ou nas comunidades. Entretanto, é preciso tentar aproximar a educação financeira desses ambientes mais informais, pois se um indivíduo está aprendendo a gerenciar o seu dinheiro com outras pessoas que também não sabem gerenciar o seu dinheiro, ele não está aumentando, de fato, o seu nível de letramento financeiro. No estudo de Klapper et al, foi verificado um efeito positivo no letramento financeiro quando os indivíduos possuem acesso a serviços financeiros formais e efeitos negativos quando estão usando serviços informais (como crédito informal). Um dos desafios é portanto se aproximar desses grupos e identificar cada uma de suas necessidades específicas para fornecer formas de educação personalizadas para cada um de suas necessidades — é necessário que as políticas de educação financeira identifiquem como aumentar o nível de letramento nesses segmentos da população